# Съешь моё сердце
«Съешь мое сердце» — двенадцатый альбом группы «Ногу Свело!», изданный в октябре 2014 года на рекорд-лейбле «Союз Мьюзик» в том же 2014 году 

## История создания
Выходу альбома сопутствовало издание сольного англоязычного альбома фронтмена группы Максима Покровского «Fast Food Kids». Самому релизу альбома «Съешь мое сердце» предшествовал выход сингла «Яйца Фаберже». В поддержку альбома режиссёром Михаилом Векселем было снято два видеоклипа на песни «Масло» и «Съешь моё сердце» (вышел в России в 2016 году). Первое видео — полностью концертное. Во втором сюжет совмещен с концертными съемками. По версии рецензентов Aurora Hall, эти клипы стали первыми клипами группы «Ногу свело!», снятыми в западном стиле
Презентация русской версии альбома состоялась 11 февраля 2016 года на борту яхты-ресторана «Чайка» (в оригинальной версии альбом был спродюсирован Шоном Голдом в Лос-Анджелесе в 2014 году). Группа подготовила провокационное шоу — по мотивам сюжета снято видео на заглавную песню (реж. Михаил Вексель), где разыгрывается кража и прибывает наряд полиции. На Максима Покровского и других музыкантов одеваются наручники, им заламывают руки и кладут лицом в пол.

## Список композиций
| №                   | Название                         | Длительность |
| ------------------- | -------------------------------- | ------------ |
| 1.                  | «Съешь моё сердце»               | 3:18         |
| 2.                  | «My Name Is Dick»                | 2:55         |
| 3.                  | «5 километров»                   | 4:11         |
| 4.                  | «Earthquake Shake»               | 2:51         |
| 5.                  | «Яйца Фаберже»                   | 3:09         |
| 6.                  | «На Байкал»                      | 3:33         |
| 7.                  | «Чукотка»                        | 4:37         |
| 8.                  | «Ангара»                         | 4:11         |
| 9.                  | «Have a Nice Flight»             | 3:22         |
| 10.                 | «A Big Story of Little Lorie»    | 2:46         |
| 11.                 | «Искусственный мозг»             | 3:57         |
| 12.                 | «We Wanna Show»                  | 3:43         |
| 13.                 | «Business Fitness (Bonus Track)» | 3:49         |
| 14.                 | «Масло (Bonus Track)»            | 3:51         |
| 15.                 | «Dancing Dick (Bonus Track)»     | 5:15         |
| Общая длительность: | Общая длительность:              | 55:35        |

### Видеоматериалы по теме
- Клип «Съешь моё сердце»
- Клип «Масло»